# Sonhos não Têm Fim
Sonhos Não Têm Fim é o décimo álbum de estúdio de Eyshila, sendo o décimo-primeiro de sua carreira, produzido por Emerson Pinheiro e Paulo César Baruk.
O repertório contém versões internacionais e composições de Anderson Freire, Emerson Pinheiro, Paulo César Baruk, Lucas de Oliveira, Davi Fernandes, Lucas Souza e Livingshton Farias.[carece de fontes?]
No Brasil o álbum recebeu a certificação de disco de ouro pela venda de mais de 50 mil cópias pela Associação Brasileira de Produtores de Discos (ABPD).
O álbum foi o último pela gravadora MK Music.
O grande destaque do disco é a música título, que foi muito bem aceita pelo público e teve seu clipe divulgado no canal do Youtube da gravadora. Também se destacam: "Lugar de Comunhão" e "Voltando Pro Lar".
As Sessões de fotos do álbum foram tiradas no dia 5 de setembro de 2011.

## Faixas
| N.º | Título                                 | Compositor(es)                                       | Duração |  |
| 1.  | "Inexplicável"                         | Lucas Oliveira                                       | 4:28    |  |
| 2.  | "Liberdade"                            | Emerson Pinheiro                                     | 4:10    |  |
| 3.  | "Sonhos Não Têm Fim"                   | Eyshila                                              | 6:43    |  |
| 4.  | "Voltando Pro Lar"                     | Emerson Pinheiro e Livingston Farias                 | 4:13    |  |
| 5.  | "Creio em Ti"                          | Paulo César Baruk                                    | 4:45    |  |
| 6.  | "Tu És o Meu Deus"                     | Elizeu Costa                                         | 6:22    |  |
| 7.  | "Nunca me Deixou"                      | Matt Redman e Beth Redman - Versão: Eyshila          | 5:43    |  |
| 8.  | "Santidade (part. Bruna Karla)"        | Emerson Pinheiro                                     | 4:07    |  |
| 9.  | "Lugar de Comunhão"                    | Eyshila                                              | 4:45    |  |
| 10. | "Basta Um Olhar"                       | Davi Fernandes e Renato César                        | 5:29    |  |
| 11. | "Sonhos Perfeitos (part.Jairo Bonfim)" | Anderson Freire                                      | 4:25    |  |
| 12. | "Eu Te Adorarei"                       | Emerson Pinheiro e Livingston Farias                 | 4:03    |  |
| 13. | "Jesus e Eu"                           | Dalto Max, Wanize Bastos, Marcelo Mastroiane e Joyce | 3:35    |  |
| 14. | "Viverei Teus Sonhos"                  | Paulo César Baruk                                    | 4:28    |  |

## Ficha Técnica
- Produção executiva: MK Music
- Gravado e mixado no Emerson Pinheiro Estúdio
- Técnico de gravação, mixagem e masterização: Renato Luiz
- Gravação "ao vivo" na Igreja O Brasil Para Cristo, em Vila Jacuí-SP
- Produção de voz: Jairo Bonfim
- Fonoaudióloga: Lilian Azevedo
- Fotos: Ronaldo Rufino
- Criação e arte: MK Music

Músicas 2, 4, 8, 12 e 13:
- Produção musical e arranjos: Emerson Pinheiro
- Pianos: Emerson Pinheiro
- Teclados, loops e cordas: Tadeu Chuff
- Guitarras e violões: Duda Andrade
- Baixo: Douglas Vianna
- Bateria e percussão: Leonardo Reis
- Vocal: Jairo Bonfim, Fael Magalhães, Adiel Ferr, Thiago e Oséias

Músicas 1, 3, 5, 6, 7, 9, 10, 11 e 14:
- Produção musical e arranjos: Paulo César Baruk
- Piano: Leandro Rodrigues
- Teclados e coberturas: Anderson Toledo
- Guitarras: Cacau Santos
- Guitarras na música "Tu És o Meu Deus": Alexandre Mariano
- Violões: Eduardo Victorino
- Baixo: Fábio Aposan
- Bateria: Tarcísio Buiochy
- Percussão: Júnior Sanchez
- Violinos: Aramis Rocha, Guilherme Sotero, Milton Júnior, Robson Rocha, Rodolfo Lota e Silas Simões
- Violas: Daniel Pires
- Cello: Deni Rocha
- Vocal: Paulo Zuckini, Paloma Possi, Ellis Negrês, Queila Martins, Daniela Araújo, Leonardo Gonçalves e Melk Villar

## Clipes
| Música             | Lançamento             |
| ------------------ | ---------------------- |
| Sonhos Não Têm Fim | 29 de dezembro de 2011 |